# Pseudostomella faroensis
Pseudostomella faroensis is een buikharige uit de familie Thaumastodermatidae. Het dier komt uit het geslacht Pseudostomella. Pseudostomella faroensis werd in 2004 voor het eerst wetenschappelijk beschreven door Clausen. 